# Saison 2024-2025 du FC Annecy
Maillots
Dernière mise à jour : 10 Mai 2025.
Chronologie
Saison précédente Saison suivante
La saison 2024-2025 du FC Annecy est la troisième année de l'équipe première en championnat de France de football de Ligue 2 après avoir obtenu le maintien au terme d’une saison 2023-2024 qui faisait suite à une intersaison particulièrement mouvementée. Le FC Annecy est la première équipe à réussir à se maintenir en Ligue 2 après un repêchage depuis L’ESTAC lors de la saison 1997-1998.
Le FC Annecy reste le seul club de football professionnel des Pays de Savoie depuis la disparition de l'eTG FC à l'été 2016. Le club reste donc engagé en Ligue 2 et en Coupe de France. L'équipe est toujours entraînée par Laurent Guyot qui est en contrat jusqu'en 2026.

## Budget
| Saison | 2024-2025 |
| Budget | 10 M€     |

## Tableau des transferts
| Nom                  | Nationalité                      | Poste             | Transfert           | Provenance/Destination                 |
| -------------------- | -------------------------------- | ----------------- | ------------------- | -------------------------------------- |
| Arrivées             |                                  |                   |                     |                                        |
| Zakaria Bengueddoudj | France                           | Attaquant         | Retour de Prêt      | La Berrichonne de Châteauroux National |
| Kevin Farade         | France                           | Attaquant         | Retour de Prêt      | AS Nancy-Lorraine National             |
| Axel Drouhin         | France                           | Défenseur         | Libre               | Dijon FCO National                     |
| Julien Kouadio       | France                           | Défenseur         | Transfert           | FC Villefranche Beaujolais National 2  |
| Noha Lemina          | Gabon                            | Milieu            | Transfert           | Paris SG Ligue 1                       |
| Josué Tiendrébéogo   | Burkina Faso                     | Milieu            | Transfert           | SC Majestueux Première Division        |
| Fabrice N'Sakala     | République démocratique du Congo | Défenseur         | Transfert           | Neuchâtel Xamax FCS Challenge League   |
| Trévis Dago          | Côte d'Ivoire                    | Attaquant         | Prêt sans OA        | Lille OSC Ligue 1                      |
| Anthony Bermont      | France                           | Milieu de terrain | Prêt sans OA        | RC Lens Ligue 1                        |
| Ritchy Valme         | France                           | Défenseur         | Prêt sans OA        | AS Monaco Ligue 1                      |
| Karim Cissé          | Guinée                           | Milieu de terrain | Prêt sans OA        | AS Saint-Étienne Ligue 1               |
| Départs              |                                  |                   |                     |                                        |
| Junior Diaz          | Côte d'Ivoire                    | Défenseur         | Retour de Prêt      | FC Nantes Ligue 1                      |
| Martin Adeline       | France                           | Milieu            | Retour de Prêt      | Stade de Reims Ligue 1                 |
| Nordine Kandil       | Maroc                            | Milieu            | Retour de Prêt      | RC Strasbourg Ligue 1                  |
| Warren Caddy         | Madagascar                       | Attaquant         | Retour de Prêt      | Paris FC Ligue 2                       |
| Ousmane Camara       | Guinée                           | Attaquant         | Retour de Prêt      | AJ Auxerre Ligue 1                     |
| Alexy Bosetti        | France                           | Attaquant         | Libre               | ASD Impéria Serie D                    |
| Romain Spano         | France                           | Attaquant         | Libre               |                                        |
| Jonathan Goncalves   | France                           | Défenseur         | Libre               |                                        |
| Kévin Mouanga        | France                           | Défenseur         | Libre               | FC Lausanne-Sport Super League         |
| Jonathan Kodjia      | Côte d'Ivoire                    | Attaquant         | Libre               | FC Versailles 78 National 1            |
| Kévin Testud         | France                           | Attaquant         | Libre               | US Orléans National 1                  |
| Zakaria Bengueddoudj | France                           | Attaquant         | Libre               | FC Haut Lyonnais National 3            |
| Kévin Farade         | France                           | Attaquant         | Résiliation contrat | FC Fleury 91 National 2                |
| Yacouba Barry        | France                           | Milieu de terrain | Transfert           | RWD Molenbeek Challenger Pro League    |
| Brian Beyer          | France                           | Attaquant         | Transfert           | VfL Osnabrück 3. Liga                  |
| Gaby Jean            | France                           | Défenseur         | Transfert           | US Lecce Serie A                       |
| Samuel Ntamack       | France                           | Attaquant         | Prêt sans OA        | KSC Lokeren Challenger Pro League      |
| Moïse Mahop          | Cameroun                         | Défenseur         | Transfert           | FC Versailles 78 National              |

| Nom                     | Nationalité | Poste     | Transfert       | Provenance/Destination                          |
| ----------------------- | ----------- | --------- | --------------- | ----------------------------------------------- |
| Arrivées                |             |           |                 |                                                 |
| Kilyan Jusseron-Veniere | France      | Attaquant | Transfert       | Andrézieux-Bouthéon FC National 2               |
| Sidi Bane               | Sénégal     | Défenseur | Prêt sans OA    | RC Lens Ligue 1                                 |
| Ismaëlo Gagnou          | France      | Défenseur | Prêt sans OA    | Calcio Padoue Serie C                           |
| Ranjan Neelakandan      | Suisse      | Attaquant | Transfert       | Associazione Calcio Bellinzone Challenge League |
| Départs                 |             |           |                 |                                                 |
| Ritchy Valme            | France      | Défenseur | Prêt interrompu | AS Monaco Ligue 1                               |

## Intersaison et matchs amicaux
Le FC Annecy reprend l’entraînement le 1er juillet avant un stage à Crans Montana Suisse programmé du 15 au 20 juillet.

### Matchs amicaux
Des matchs amicaux contre FC Villefranche Beaujolais, SM Caen, Clermont Foot, SC Bastia, Dijon FCO et FC Sochaux-Montbéliard sont programmés durant l’intersaison.
Le FC Annecy effectue aussi deux matchs amicaux durant les trêves internationales de septembre et octobre.

## Classement
| Rang | Équipe          | Pts | J  | G  | N  | P  | Bp | Bc | Diff | Promotion ou relégation                 |
| ---- | --------------- | --- | -- | -- | -- | -- | -- | -- | ---- | --------------------------------------- |
| 4    | USL Dunkerque   | 56  | 34 | 17 | 5  | 12 | 47 | 40 | +7   | Participation aux barrages de promotion |
| 5    | EA Guingamp     | 55  | 34 | 17 | 4  | 13 | 57 | 45 | +12  | Participation aux barrages de promotion |
| 6    | FC Annecy       | 51  | 34 | 14 | 9  | 11 | 42 | 43 | −1   |                                         |
| 7    | Stade lavallois | 50  | 34 | 14 | 8  | 12 | 44 | 38 | +6   |                                         |
| 8    | SC Bastia       | 48  | 34 | 11 | 15 | 8  | 43 | 37 | +6   |                                         |

### Évolution au classement deLigue 2 2024-2025, journée par journée
| Journée | Résultat | Nombre de points | Classement |
| ------- | -------- | ---------------- | ---------- |
| 1       | V        | 3                | 4e         |
| 2       | D        | 3                | 10e        |
| 3       | N        | 4                | 10e        |
| 4       | V        | 7                | 7e         |
| 5       | N        | 8                | 9e         |
| 6       | V        | 11               | 4e         |
| 7       | N        | 12               | 7e         |
| 8       | V        | 15               | 5e         |
| 9       | D        | 15               | 6e         |
| 10      | V        | 18               | 5e         |
| 11      | N        | 19               | 3e         |
| 12      | V        | 22               | 3e         |
| 13      | D        | 22               | 5e         |
| 14      | N        | 23               | 5e         |
| 15      | V        | 26               | 5e         |
| 16      | N        | 27               | 5e         |
| 17      | V        | 30               | 5e         |

| Journée | Résultat | Nombre de points | Classement |
| ------- | -------- | ---------------- | ---------- |
| 18      | D        | 30               | 5e         |
| 19      | V        | 33               | 5e         |
| 20      | D        | 33               | 7e         |
| 21      | D        | 33               | 7e         |
| 22      | V        | 36               | 6e         |
| 23      | V        | 39               | 5e         |
| 24      | D        | 39               | 6e         |
| 25      | D        | 39               | 6e         |
| 26      | D        | 39               | 7e         |
| 27      | N        | 40               | 7e         |
| 28      | D        | 40               | 8e         |
| 29      | N        | 41               | 8e         |
| 30      | V        | 44               | 7e         |
| 31      | N        | 45               | 7e         |
| 32      | V        | 48               | 7e         |
| 33      | D        | 48               | 7e         |
| 34      | V        | 51               | 6e         |

## Coupe de France de football
| 7ème tour                     | FC Vesoul (Régional 1) | 1 - 6   | FC Annecy | Stade René-Hologne, Vesoul  |                             |
| Samedi 16 novembre 2024 18:00 | Essogo 63e             | (0 - 2) | 4e Dago ( N'Sakala) · 21e Pajot ( Kouadio) · 55e Ntignee ( Billemaz) · 61e Dago ( Bermont) · 71e Ntignee ( Dago) · 87e Ntignee ( Bermont) | Arbitrage : Geoffrey Kubler | Arbitrage : Geoffrey Kubler |
| Samedi 16 novembre 2024 18:00 | Selemby Doudou 22e     | Rapport | 39e Ntignee | Arbitrage : Geoffrey Kubler | Arbitrage : Geoffrey Kubler |

| 8ème tour                     | Jura Sud (National 2)                                  | 0 - 0             | FC Annecy                                         | Stade Édouard Guillon, Chassal-Molinges |                               |
| Samedi 30 novembre 2024 16:00 |                                                        | (0 - 0)           |                                                   | Arbitrage : Pierre Gaillouste           | Arbitrage : Pierre Gaillouste |
| Samedi 30 novembre 2024 16:00 | Wagué · Daramy                                         | Rapport           | Lemina · Dago · Drouhin · Riou ·                  | Arbitrage : Pierre Gaillouste           | Arbitrage : Pierre Gaillouste |
| Samedi 30 novembre 2024 16:00 | Sayari · Mroivili · Wagué · Oualembo · Sambo · Baradji | Tirs au but 5 - 6 | Kashi · Demoncy · Cissé · Djoco · Kouadio · Paris | Arbitrage : Pierre Gaillouste           | Arbitrage : Pierre Gaillouste |

| 32ème de finale                 | GOAL FC (National 2) | 1 - 2   | FC Annecy                                   | Stade Ludovic-Giuly, Chasselay                              |                                                             |
| Vendredi 20 décembre 2024 20:45 | Bennekrouf 53e       | (0 - 1) | 32e Drouhin ( Demoncy) · 90+3e (csc) Tanard | Diffuseur : BeIn Sports Max 7 Arbitrage : Hakim Ben El Hadj | Diffuseur : BeIn Sports Max 7 Arbitrage : Hakim Ben El Hadj |
| Vendredi 20 décembre 2024 20:45 | Reale 82e            | Rapport | 90e Tiendrébéogo                            | Diffuseur : BeIn Sports Max 7 Arbitrage : Hakim Ben El Hadj | Diffuseur : BeIn Sports Max 7 Arbitrage : Hakim Ben El Hadj |

| 16ème de finale                | Stade briochin (National 2)                 | 1 - 1             | FC Annecy                                    | Stade Fred Aubert, Saint-Brieuc                             |                                                             |
| Mercredi 15 janvier 2025 18:30 | Konan 55e (pen.)                            | (0 - 1)           | 10e Tiendrébéogo                             | Diffuseur : BeIn Sports Max 9 Arbitrage : Faouzi Benchabane | Diffuseur : BeIn Sports Max 9 Arbitrage : Faouzi Benchabane |
| Mercredi 15 janvier 2025 18:30 | Diakité 8e                                  | Rapport           | 29e Tiendrébéogo · 53e Pajot · 70e Kouadio · | Diffuseur : BeIn Sports Max 9 Arbitrage : Faouzi Benchabane | Diffuseur : BeIn Sports Max 9 Arbitrage : Faouzi Benchabane |
| Mercredi 15 janvier 2025 18:30 | Beghin · Zakharyan · Janno · Angoua · Gomis | Tirs au but 4 - 3 | Kashi · Bermont · Djoco · Kouadio · Cissé    | Diffuseur : BeIn Sports Max 9 Arbitrage : Faouzi Benchabane | Diffuseur : BeIn Sports Max 9 Arbitrage : Faouzi Benchabane |

## Statistiques

### Buteurs

#### Ligue 2
| Place | Nom                            | Nombre de buts |
| ----- | ------------------------------ | -------------- |
| 1     | Yohan Demoncy                  | 7              |
| 2     | Antoine Larose                 | 5              |
| 3     | Trévis Dago                    | 4              |
| 3     | Clément Billemaz               | 4              |
| 3     | Quentin Paris                  | 4              |
| 4     | Kapitbafan Djoco               | 3              |
| 5     | Axel Drouhin                   | 2              |
| 5     | Anthony Bermont                | 2              |
| 5     | Josué Tiendrébéogo             | 2              |
| 6     | François Lajugie               | 1              |
| 6     | Ahmed Kashi                    | 1              |
| 6     | Hamjatou Soukouna              | 1              |
| 6     | Karim Cissé                    | 1              |
| 6     | Ismaëlo Gagnou                 | 1              |
| -     | Contre son camp: 4 Joueurs     | 4              |
| Total | 18 buteurs (dont 4 buteur csc) | 42 buts        |

#### Coupe de France
| Place | Nom                           | Nombre de buts |
| ----- | ----------------------------- | -------------- |
| 1     | Goteh Ntignee                 | 3              |
| 2     | Trévis Dago                   | 2              |
| 3     | Vincent Pajot                 | 1              |
| 3     | Axel Drouhin                  | 1              |
| 3     | Josué Tiendrébéogo            | 1              |
| -     | Contre son camp: 1 Joueur     | 1              |
| Total | 6 buteurs (dont 1 buteur csc) | 9 buts         |

#### Total toute compétitions confondues
| Place | Nom                            | Nombre de buts |
| ----- | ------------------------------ | -------------- |
| 1     | Yohan Demoncy                  | 7              |
| 2     | Trévis Dago                    | 6              |
| 3     | Antoine Larose                 | 5              |
| 4     | Quentin Paris                  | 4              |
| 4     | Clément Billemaz               | 4              |
| 5     | Kapitbafan Djoco               | 3              |
| 5     | Axel Drouhin                   | 3              |
| 5     | Josué Tiendrébéogo             | 3              |
| 5     | Goteh Ntignee                  | 3              |
| 6     | Anthony Bermont                | 2              |
| 7     | François Lajugie               | 1              |
| 7     | Ahmed Kashi                    | 1              |
| 7     | Hamjatou Soukouna              | 1              |
| 7     | Karim Cissé                    | 1              |
| 7     | Ismaëlo Gagnou                 | 1              |
| 7     | Vincent Pajot                  | 1              |
| -     | Contre son camp: 5 Joueurs     | 5              |
| Total | 20 buteurs (dont 5 buteur csc) | 51 buts        |

### Passeurs

#### Ligue 2
| Place | Nom                | Nombre de passes |
| ----- | ------------------ | ---------------- |
| 1     | Antoine Larose     | 5                |
| 2     | Yohan Demoncy      | 4                |
| 3     | Kapitbafan Djoco   | 3                |
| 3     | Josué Tiendrébéogo | 3                |
| 3     | Vincent Pajot      | 3                |
| 4     | Clément Billemaz   | 2                |
| 4     | Ismaëlo Gagnou     | 2                |
| 5     | Samuel Ntamack     | 1                |
| 5     | Anthony Bermont    | 1                |
| 5     | Julien Kouadio     | 1                |
| 5     | Fabrice N'Sakala   | 1                |
| Total | 11 passeurs        | 26 passes        |

#### Coupe de France
| Place | Nom              | Nombre de passes |
| ----- | ---------------- | ---------------- |
| 1     | Anthony Bermont  | 2                |
| 2     | Fabrice N'Sakala | 1                |
| 2     | Julien Kouadio   | 1                |
| 2     | Clément Billemaz | 1                |
| 2     | Trévis Dago      | 1                |
| 2     | Yohan Demoncy    | 1                |
| Total | 6 passeurs       | 7 passes         |

#### Total toute compétitions confondues
| Place | Nom                | Nombre de passes |
| ----- | ------------------ | ---------------- |
| 1     | Antoine Larose     | 5                |
| 1     | Yohan Demoncy      | 5                |
| 2     | Kapitbafan Djoco   | 3                |
| 2     | Josué Tiendrébéogo | 3                |
| 2     | Vincent Pajot      | 3                |
| 2     | Anthony Bermont    | 3                |
| 2     | Clément Billemaz   | 3                |
| 3     | Ismaëlo Gagnou     | 2                |
| 3     | Fabrice N'Sakala   | 2                |
| 3     | Julien Kouadio     | 2                |
| 4     | Samuel Ntamack     | 1                |
| 4     | Trévis Dago        | 1                |
| Total | 12 passeurs        | 33 passes        |

## Trophées UNFP
Laurent Guyot nommé dans la catégorie: Meilleur entraîneur de la saison de Ligue 2